# Topsportcentrum Almere
Topsportcentrum Almere is een multifunctionele indoorsportaccommodatie gelegen aan het Pierre de Coubertinplein in Almere Poort. De start van de bouw was in de zomer van 2005, de opening was op 7 oktober 2007. De Gemeente Almere is eigenaar en beheerder van het Topsportcentrum.

## Faciliteiten
Topsportcentrum Almere beschikt over twee sporthallen, de topsporthal en de breedtesporthal. Naast de sporthallen zijn er in het Topsportcentrum diverse secundaire ruimten waar tijdens (sport)evenementen gebruik van kan worden gemaakt. Ook kan het Topsportcentrum of specifieke ruimtes gehuurd worden voor zakelijke activiteiten.

#### Topsporthal
De topsporthal heeft een zwevende houten vloer van 28 × 49 meter. Er zijn 3.000 zitplaatsen, waarvan 2.200 vaste stoelen en 800 flexibel. De tribunes zijn te bereiken via een grote omloop welke uitzicht biedt op de vloer. Binnen de topsporthal is geen daglichttoetreding en de lichtinstallatie levert maximaal 1.500 lux.

#### Breedtesporthal
De breedtesporthal heeft een vloeroppervlakte van 33 × 72 meter en kan verdeeld worden in vier gelijke delen. Op de tribune in de breedtesporthal kunnen 300 bezoekers plaatsnemen.

#### Zakelijk
Topsportcentrum Almere biedt ook ruimte voor zakelijk gebruik. Zo is er een businesslounge van 550 vierkante meter, een meetingroom en zijn er meerdere skyboxen.

## Bereikbaarheid
Het Topsportcentrum ligt op ongeveer 400 meter afstand van trein- en busstation Almere Poort, daarnaast heeft het haar eigen bushalte "Topsporthal". Het Topsportcentrum is zichtbaar vanaf autosnelweg A6 en bereikbaar via de afslagen 2 en 3. Parkeren rondom Topsportcentrum Almere is gratis.

## Gebruik
Verschillende middelbare scholen en het ROC maken gebruik van het Topsportcentrum, ook bevindt het kantoor van de afdeling Sport van de Gemeente Almere zich hier. Voor basketbalvereniging Almere Pioneers en volleybalvereniging VC Allvo is het Topsportcentrum de vaste thuisbasis. Naast het vaste gebruik vinden er vele (terugkerende) sportevenementen en -wedstrijden plaats in Topsportcentrum Almere.

#### Dutch Open Badminton
Sinds 2007 vindt jaarlijks de Dutch Open (badminton) in Topsportcentrum Almere  plaats. De Dutch Open is het enige Grand Prix badminton toernooi wat Nederland kent. Het evenement trekt jaarlijks duizenden bezoekers en wordt door miljoenen huishoudens over de hele wereld bekeken. Naast de Dutch Open vindt ook het NK Badminton in Topsportcentrum Almere plaats en dient het als Regionaal Trainingscentrum (RTC).

#### World Fighting League
Burgemeester van Almere Franc Weerwind tekende in april 2017 namens de gemeente een driejarig contract met de World Fighting League (WFL). Dit betekende dat Topsportcentrum Almere en de WFL voor de periode 2017-2019 een exclusieve samenwerking aangingen voor kickboks en mixed martial arts (MMA) evenementen.
Op 23 april 2017 vocht kickbokser Peter Aerts, op 46-jarige leeftijd, met succes zijn laatste wedstrijd ooit in Nederland, in Topsportcentrum Almere door op punten te winnen van de 27-jarige Fransman Nordine Mahieddine. In 2013 nam Aerts al afscheid van professioneel kickboksen met een laatste gevecht dat plaatsvond in Japan.
Op 29 oktober 2017 vocht Melvin Manhoef op 41-jarige leeftijd zijn laatste kickboksgevecht, hij deed dit tegen Remy Bonjasky. Voor Bonjasky was dit na vier jaar zijn comeback. Manhoef won het gevecht op jurybeslissing.

#### Nederlands Handbal Verbond
Maart 2017 tekende wethouder René Peeters namens de Gemeente Almere een driejarige verlenging van samenwerking tussen het Nederlands Handbal Verbond (NHV) en Topsportcentrum Almere. Deze samenwerking zorgt ervoor dat er grote handbalevenementen in het Topsportcentrum worden georganiseerd, zoals handbalinterlands en bekerfinales.

#### Judo Bond Nederland
Sinds 2016 worden de Nederlands Kampioenschappen judo in Topsportcentrum Almere gehouden en niet meer in Topsportcentrum Rotterdam. Naast het NK judo vinden er ook andere evenementen van Judo Bond Nederland plaats.

#### Overige sporten/evenementen
Door de jaren heen heeft Topsportcentrum Almere vele grote evenementen gehuisvest, zoals wedstrijden van de Harlem Globetrotters en het Univé Gymgala. Ook heeft het Topsportcentrum samenwerkingen (gehad) met verschillende sportbonden, wat zorgt voor grote en terugkerende evenementen. 
- Oranje Basketball

Op 19 augustus 2007 was de EK-kwalificatie basketbalinterland Nederland - Wit-Rusland (77-72) de openingswedstrijd van Topsportcentrum Almere. Sindsdien hebben meerdere internationale wedstrijden basketbal in het Topsportcentrum plaats gevonden.
Van 2009 tot 2013 werd de NBB bekerfinale basketbal voor zowel mannen als vrouwen in het Topsportcentrum gespeeld.
- Schermen

Topsportcentrum Almere is middels een meerjarige overeenkomst met de Koninklijke Nederlandse Algemene Schermbond (KNAS) in de periode 2016-2018 het strijdtoneel van Nederlands Kampioenschap Schermen. De organisatie van het NK ligt in handen van Fencing Club Almere.
- Twirl / Majorette

Van 5 t/m 8 oktober 2017 werd het Europees Kampioenschap Majorette in Almere gehouden. Dit EK werd georganiseerd door de National Baton Twirling Association (NBTA), naast het EK organiseert de NBTA ook Nederlandse Kampioenschappen Twirl in Topsportcentrum Almere. Ook de Nederlandse Twirl Sport Bond (NTSB) organiseert haar NK in Topsportcentrum Almere.